# Военно-воздушные силы Экваториальной Гвинеи
Военно-воздушные силы Экваториальной Гвинеи — вид войск Вооружённых Сил Экваториальной Гвинеи. Малочисленны и имеют на вооружении небольшое количество авиатехники. Главные проблемы, с которой сталкиваются военно-воздушные силы Экваториальной Гвинеи — практически полное отсутствие современных аэродромов и низкий уровень подготовки офицерского состава, что заставляет руководство страны нанимать иностранных пилотов, имеющих соответствующую подготовку и способных управлять самолётами и вертолётами.

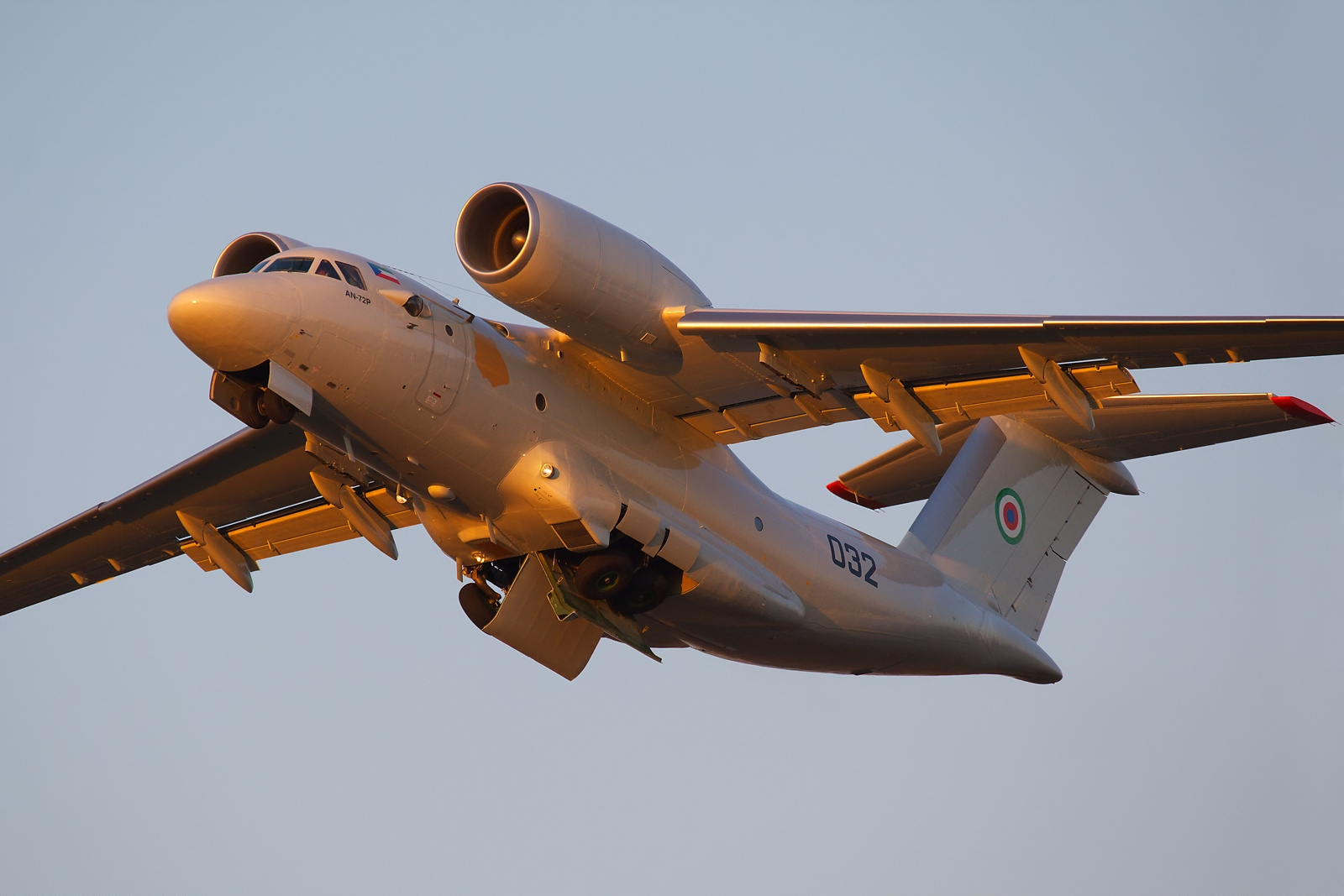
Ан-72 ВВС Экваториальной Гвинеи

## Авиапарк
| Название              | Производство    | Тип                           | Модификация     | Количество      | Примечания                                                    |                 |
| Боевые самолёты       | Боевые самолёты | Боевые самолёты               | Боевые самолёты | Боевые самолёты | Боевые самолёты                                               | Боевые самолёты |
| --------------------- | --------------- | ----------------------------- | --------------- | --------------- | ------------------------------------------------------------- | --------------- |
| Су-25                 | СССР            | Штурмовик                     |                 | 4               |                                                               |                 |
| L-39                  | Чехия           | Учебно-боевой                 |                 | 4               |                                                               |                 |
| Транспортные самолёты |                 |                               |                 |                 |                                                               |                 |
| Ил-76                 | СССР            | Транспортный самолёт          |                 | 2               | Гражданские Ил-76 пригодные для использования в военных целях |                 |
| Ан-72                 | СССР            | Транспортный самолёт          |                 | 1               |                                                               |                 |
| Як-40                 | СССР            | Транспортный самолёт          |                 | 1               |                                                               |                 |
| CASA C-212            | Испания         | Транспортный самолёт          |                 | 3               |                                                               |                 |
| Cessna-337            | США             | Лёгкий транспортный самолёт   |                 | 1               |                                                               |                 |
| Вертолёты             |                 |                               |                 |                 |                                                               |                 |
| Ми-24                 | СССР            | Боевой вертолёт               |                 | 7               |                                                               |                 |
| Alouette III          | Франция         | Многоцелевой вертолёт         |                 | 2               |                                                               |                 |
| Ми-26                 | СССР            | Тяжёлый транспортный вертолёт |                 | 1               |                                                               |                 |
| Ка-27                 | СССР            | Многоцелевой вертолёт         |                 | 1               |                                                               |                 |